# 송도 경비행기 추락 사고
송도 경비행기 추락 사고는 2012년 6월 13일 인천광역시 송도에서 경비행기 1대가 추락해 조종사와 승객을 포함한 2명이 모두 사망한 사고이다.
해당 사고기는 프랑스에서 생산한 동력행글라이더로, 날개폭이 5m에 시속 100km가 넘고 안전 비행높이는 150m이다. 안전점검은 받은 것으로 밝혀졌다. 사고의 원인은 항공기가 비행을 하려 하다가 중심을 잃고 추락한 것으로 밝혀졌다. 즉 이륙을 한지 9분밖에 되지 않아 밑으로 곤두박질을 친 것이다. 기체의 결함은 없었으나 날개가 가볍기 때문에 바람의 영향은 받는다고 항공철도조사위원회는 말하였다. 그리고 조종사는 자격증이 있었고 비행장소도 비행승인 없이 비행을 할 수 있는 비행공역으로 분류되어 법적인 문제는 없었다.